# Sarcofahrtiopsis farri
Sarcofahrtiopsis farri är en tvåvingeart som beskrevs av Carroll William Dodge 1965. Sarcofahrtiopsis farri ingår i släktet Sarcofahrtiopsis och familjen köttflugor.
Artens utbredningsområde är Texas. Inga underarter finns listade i Catalogue of Life.